# Supercopa de Italia
La Supercopa de Italia (en italiano Supercoppa Italiana), oficialmente Supercopa de la Liga (en italiano Supercoppa di Lega), y llamada EA SPORTS FC Supercup por razones de patrocinio, es una competición de fútbol de Italia que enfrenta a los campeones y subcampeones de los campeonatos de liga Serie A y Copa Italia.
En la edición de 2025, el A. C. Milan se impuso por 3-2 ante el Internazionale en Arabia Saudita, habiendo empezado perdiendo 2-0 y remontando el partido 2-3 con un gol de Tammy en el descuento.
Creada en 1988 ,Inicialmente disputada en el estadio del campeón de Liga, en los últimos años esta tendencia está desapareciendo para celebrarse en terreno neutral y en países foráneos. Algunas de esas finales se jugaron en Libia, Estados Unidos, China, Catar o Arabia Saudita.
El vigente campeón es el Associazione Calcio Milan, que obtuvo su octavo título en la competencia tras derrotar en el Kingdom Arena de Arabia Saudita, al Inter de Milán por 3:2. El equipo con más palmarés es la Juventus de Turín con nueve conquistas.

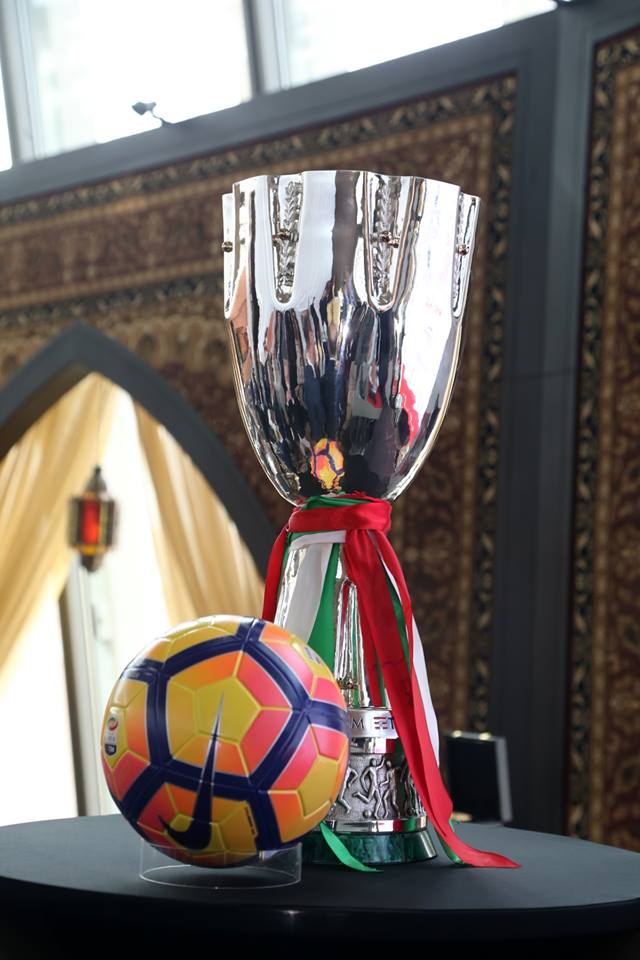
La Supercopa Italiana ganada por el Milán en 2016.

## Historia
La competición, actualmente organizada por parte de la Lega Serie A de la Federación Italiana de Fútbol (FIGC), surgió en el año 1988 con la finalidad de celebrarse al principio de cada temporada —aunque la primera edición no tuvo hasta el final de temporada por coincidir con los Juegos Olímpicos de Seúl 1988, produciéndose la disputa el 14 de junio de 1989— por los dos campeones italianos, el vencedor de Liga y el vencedor de Copa. En caso de que un equipo consiguiese ambos títulos, sería el subcampeón de Copa el que le disputase el torneo.
El vencedor de la primera edición fue la Associazione Calcio Milan tras imponerse por 3-1 a la Unione Calcio Sampdoria. Los encuentros, que tenían lugar en el campo del equipo vencedor del campeonato de liga, se disputó por primera vez en la historia de la competición fuera del país transalpino en 1993. Estados Unidos acogió la final en la que el citado club milanés se convirtió en el primero en retener el título, que además logró conquistar también en la siguiente edición, hazaña nunca igualada por ningún otro club.

## Historial

### Formato con dos equipos
El sombreado verde indica el campeón de la Supercopa.
| Temporada | Campeón de liga                                                     | Resultado        | Campeón de copa                           | Estadio y ciudad sede de la final    |
| 1988      | Milan                                                               | 3 - 1            | Sampdoria                                 | Estadio Giuseppe Meazza, Milán       |
| 1989      | Internazionale                                                      | 2 - 0            | Sampdoria                                 | Estadio Giuseppe Meazza, Milán       |
| 1990      | Napoli                                                              | 5 - 1            | Juventus                                  | Estadio San Paolo, Nápoles           |
| 1991      | Sampdoria                                                           | 1 - 0            | Roma                                      | Estadio Luigi Ferraris, Génova       |
| 1992      | Milan                                                               | 2 - 1            | Parma                                     | Estadio Giuseppe Meazza, Milán       |
| 1993      | Milan                                                               | 1 - 0            | Torino                                    | Estadio RFK, Washington D. C.        |
| 1994      | Milan                                                               | 1 - 1 (4-3 pen.) | Sampdoria                                 | Estadio Giuseppe Meazza, Milán       |
| 1995      | Juventus                                                            | 1 - 0            | Parma (Finalista de Copa Italia)          | Estadio delle Alpi, Turín            |
| 1996      | Milan                                                               | 1 - 2            | Fiorentina                                | Estadio Giuseppe Meazza, Milán       |
| 1997      | Juventus                                                            | 3 - 0            | Vicenza                                   | Estadio delle Alpi, Turín            |
| 1998      | Juventus                                                            | 1 - 2            | Lazio                                     | Estadio delle Alpi, Turín            |
| 1999      | Milan                                                               | 1 - 2            | Parma                                     | Estadio Giuseppe Meazza, Milán       |
| 2000      | Lazio                                                               | 4 - 3            | Internazionale (Finalista de Copa Italia) | Estadio Olímpico, Roma               |
| 2001      | Roma                                                                | 3 - 0            | Fiorentina                                | Estadio Olímpico, Roma               |
| 2002      | Juventus                                                            | 2 - 1            | Parma                                     | Estadio 11 de Junio, Trípoli         |
| 2003      | Juventus                                                            | 1 - 1 (5-3 pen.) | Milan                                     | Giants Stadium, Nueva York           |
| 2004      | Milan                                                               | 3 - 0            | Lazio                                     | Estadio Giuseppe Meazza, Milán       |
| 2005      | Juventus (Título de campeón de liga, retirado posteriormente)       | 0 - 1 (pró.)     | Internazionale                            | Estadio delle Alpi, Turín            |
| 2006      | Internazionale (Título de campeón de liga, asignado posteriormente) | 4 - 3 (pró.)     | Roma (Finalista de Copa Italia)           | Estadio Giuseppe Meazza, Milán       |
| 2007      | Internazionale                                                      | 0 - 1 (pró.)     | Roma                                      | Estadio Giuseppe Meazza, Milán       |
| 2008      | Internazionale                                                      | 2 - 2 (6-5 pen.) | Roma                                      | Estadio Giuseppe Meazza, Milán       |
| 2009      | Internazionale                                                      | 1 - 2            | Lazio                                     | Estadio Nacional, Pekín              |
| 2010      | Internazionale                                                      | 3 - 1            | Roma (Finalista de Copa Italia)           | Estadio Giuseppe Meazza, Milán       |
| 2011      | Milan                                                               | 2 - 1            | Internazionale                            | Estadio Nacional, Pekín              |
| 2012      | Juventus                                                            | 4 - 2 (pró.)     | Napoli                                    | Estadio Nacional, Pekín              |
| 2013      | Juventus                                                            | 4 - 0            | Lazio                                     | Estadio Olímpico, Roma               |
| 2014      | Juventus                                                            | 2 - 2 (5-6 pen.) | Napoli                                    | Estadio Jassim Bin Hamad, Doha       |
| 2015      | Juventus                                                            | 2 - 0            | Lazio (Finalista de Copa Italia)          | Estadio de Shanghái, Shanghái        |
| 2016      | Juventus                                                            | 1 - 1 (3-4 pen.) | Milan (Finalista de Copa Italia)          | Estadio Jassim Bin Hamad, Doha       |
| 2017      | Juventus                                                            | 2 - 3            | Lazio (Finalista de Copa Italia)          | Estadio Olímpico, Roma               |
| 2018      | Juventus                                                            | 1 - 0            | Milan (Finalista de Copa Italia)          | King Abdullah Sports City, Yeda      |
| 2019      | Juventus                                                            | 1 - 3            | Lazio                                     | Estadio Universidad Rey Saúd, Riad   |
| 2020      | Juventus                                                            | 2 - 0            | Napoli                                    | MAPEI Stadium, Reggio Emilia         |
| 2021      | Internazionale                                                      | 2 - 1 (pró.)     | Juventus                                  | Estadio Giuseppe Meazza, Milán       |
| 2022      | Milan                                                               | 0 - 3            | Internazionale                            | Estadio Internacional Rey Fahd, Riad |

### Formato con cuatro equipos
| Temporada | Campeón        | Resultado | Subcampeón     | Semifinalistas      | Estadio y ciudad sede de la final |
| --------- | -------------- | --------- | -------------- | ------------------- | --------------------------------- |
| 2023      | Internazionale | 1 - 0     | Napoli         | Fiorentina y Lazio  | Mrsool Park, Riad                 |
| 2024      | Milan          | 3 - 2     | Internazionale | Juventus y Atalanta | Kingdom Arena, Riad               |

## Títulos por club
| Club           | Títulos | Subcampeón | Años de campeonato                                   | Años de subcampeonato                          |
| -------------- | ------- | ---------- | ---------------------------------------------------- | ---------------------------------------------- |
| Juventus       | 9       | 8          | 1995, 1997, 2002, 2003, 2012, 2013, 2015, 2018, 2020 | 1990, 1998, 2005, 2014, 2016, 2017, 2019, 2021 |
| Internazionale | 8       | 5          | 1989, 2005, 2006, 2008, 2010, 2021, 2022, 2023       | 2000, 2007, 2009, 2011, 2024                   |
| Milan          | 8       | 5          | 1988, 1992, 1993, 1994, 2004, 2011, 2016, 2024       | 1996, 1999, 2003, 2018, 2022                   |
| Lazio          | 5       | 3          | 1998, 2000, 2009, 2017, 2019                         | 2004, 2013, 2015                               |
| Roma           | 2       | 4          | 2001, 2007                                           | 1991, 2006, 2008, 2010                         |
| Napoli         | 2       | 3          | 1990, 2014                                           | 2012, 2020, 2023                               |
| Sampdoria      | 1       | 3          | 1991                                                 | 1988, 1989, 1994                               |
| Parma          | 1       | 3          | 1999                                                 | 1992, 1995, 2002                               |
| Fiorentina     | 1       | 1          | 1996                                                 | 2001                                           |
| Torino         | -       | 1          | -                                                    | 1993                                           |
| Vicenza        | -       | 1          | -                                                    | 1997                                           |

Fuente: legaseriea.it Archivado el 13 de agosto de 2017 en Wayback Machine.

## Estadísticas
- Equipo con más títulos: Juventus F. C. con 9.
- Equipo con más subcampeonatos: Juventus F. C. con 8.
- Más participaciones: Juventus F. C. (17)
- Mayor goleada en una final: S. S. C. Napoli 5-1 Juventus F. C. en 1990.
- Autor del primer gol del torneo: Gianluca Vialli de U. C. Sampdoria en 1988.
- Definición por penales: en cinco ocasiones los finalistas han llegado a disputar la tanda de penales, para definir al campeón:
  - A. C. Milan - U. C. Sampdoria en 1994.
  - Juventus F. C. - A. C. Milan en 2003.
  - F. C. Internazionale - A. S. Roma en 2008.
  - S. S. C. Napoli - Juventus F. C. en 2014.
  - A. C. Milan - Juventus F. C. en 2016.